# 罪与罚
《罪與罰》（羅馬化：Prestupléniye i nakazániye，國際音標：[prʲɪstʊˈplʲenʲɪje ɪ nəkɐˈzanʲɪje]）是俄国作家杜斯妥耶夫斯基所創作的小说，于 1866 年首次发表在月刊文学杂志《俄罗斯信使》上， 后来以单行本出版。这是陀思妥耶夫斯基继十年流亡西伯利亚归来后的第二部长篇小说，也是他写作成熟期的第一部伟大小说，被認為是世界文学的最高成就之一。    
《罪与罚》描写了主人公羅季昂·曼內奇·拉斯科尔尼科夫的精神痛苦和道德困境。他是一名来自圣彼得堡的貧困大學生，为了生计杀死了一个不道德的典当商，和一个在她的公寓里存放金钱与贵重物品的老妇人。他声称，有了这笔钱，他可以让自己摆脱贫困，做更多的好事，并说服自己，如果犯罪是为了消除障碍成为“不平凡”的人类，那么就是正义的。然而，后来他深受困惑、偏执和厌恶的折磨。在他与内疚和恐惧作斗争，并面对他的行为的内在和外在后果时，一切理论辩护都失去了作用。

## 背景
1865 年的夏天，陀思妥耶夫斯基有了《罪与罚》的设想。当时他在写另一个题为《醉汉》的书，旨在处理“当前的醉酒问题……所带来的后果，尤其是对家庭形象和孩子的成长等等。”这个主题以马尔梅拉多夫家族的故事为中心，成为拉斯柯尔尼科夫及其罪行故事的背景。 
在当时，陀思妥耶夫斯基帮助 1864 年初去世的弟弟米哈伊尔的家人，欠下债权人一大笔钱。上诉失败后，走投无路的陀思妥耶夫斯基向出版商米哈伊尔·卡特科夫并寻求预付款。 他将自己的故事或中篇小说（当时他还没有考虑写小说 ）发表在 Katkov 的月刊《俄罗斯信使》上——一个知名刊物，也出版了伊万·屠格涅夫和列夫·托尔斯泰的作品。陀思妥耶夫斯基在 1860 年代初期曾与卡特科夫进行过学术反调，此前从未在其刊物上发表过任何内容。在 1865 年 9 月写给卡特科夫的一封信中，陀思妥耶夫斯基解释说这部作品是关于一个年轻人屈服于某些「奇怪的，未完成的，漂浮在空中」的想法。 他想要探索“激进主义”意识形态的道德和心理弊端，并认为该项目会吸引保守的卡特科夫。 在 他1865 年 11 月写的信件中，一个重要的概念发生了变化——“故事”变成了“小说”。从那时起，《罪与罚》正式成为小说。 
在苏联出版的陀思妥耶夫斯基作品集中，编辑们按照大致对应于写作各个阶段的顺序重新整理了《罪与罚》的笔记。有大量最初设想的中篇小说的零散工作草稿，以及其他两个版本。这些已被分为威斯巴登版、彼得堡版和最终版本，从第一人称叙述转变为陀思妥耶夫斯基自创的的用第三人称叙述实现第一人称叙述。 陀思妥耶夫斯基最初考虑了四种第一人称形式：拉斯柯尔尼科夫的回忆录，他在谋杀后八天的自白，他在谋杀后五天的日记，以及前半部分回忆录，后半部分日记的形式。 威斯巴登版关注叙述者在谋杀发生后的道德和心理反应。它与陀思妥耶夫斯基在写给卡特科夫的信中描述的故事大致吻合，并以日记或游记形式写成，成为最终版的第 2 部分。 
为什么陀思妥耶夫斯基放弃了他最初的版本仍然是一个谜。根据约瑟夫·弗兰克的说法，一种可能性是「主人公超越了他最初构想的界限」。 笔记表明，随着情节的发展，陀思妥耶夫斯基意识到拉斯柯尔尼科夫新的性格的出现，并根据这种“出现”来构建小说。 1865 年 11 月陀思妥耶夫斯基决定以第三人称改写他的小说时， 《罪与罚》的最终版本才出现。这种转变是长期构思的集大成，贯穿于创作的早期阶段。 做出决定后，陀思妥耶夫斯基便开始重写，轻松地将早期手稿的部分内容整合到最终文本中。弗兰克说，他并没有像他说的那样烧掉之前写的所有东西。 
在按时完成《罪与罚》的过程中，陀思妥耶夫斯基承受着巨大压力，因为他同时与斯特洛夫斯基签约撰写《赌徒》，难度极其苛刻。他的速记员妻子安娜·斯尼特金娜 ( Anna Snitkina ) 在这项艰巨的任务中给了他很大的帮助。  《罪与罚》的第一部分出现在 1866 年 1 月的《俄罗斯信使》杂志上，最后一部分发表于 1866 年 12 月。 

## 情节

### 第1章
罗季昂·罗曼内奇·拉斯柯尔尼科夫是前法学院的穷学生，生活在圣彼得堡一间狭小的出租屋里。他孑然一身，具有反社会性格，放弃了一切聊以生计的财路，痴迷于他设计的谋杀和抢劫一位年迈的典当商的计划。以典当手表为借口，他造访了她的公寓，但没有机会下手。后来在一家酒馆里，他结识了谢敏·扎哈洛维奇·玛尔美拉朵夫——一个酒鬼，最近挥霍了他家的微薄财富。玛尔美拉朵夫向他讲述了他十几岁的女儿索尼娅为了养家糊口而成为妓女的事。第二天，拉斯柯尔尼科夫收到他母亲的一封信，信中描述了他的妹妹杜尼雅——一名家庭教师，和她的可恨雇主斯维德利盖洛夫的遭遇。为了不再居人篱下，并帮助她的哥哥，杜尼娅选择嫁给一个富有的追求者卢仁，他们将在彼得堡与他见面。信中表明，卢仁是一个自负的机会主义者，想要利用杜尼娅的处境。拉斯柯尔尼科夫对他姐姐的遭遇感到愤怒，认为她和索尼娅一样。他痛苦地意识到自己的贫穷和无能，以前的想法重新浮现。一系列的事件似乎在不断迫使他下定决心实施犯罪。
在极度紧张的状态下，拉斯柯尔尼科夫偷了一把斧头，再次前往老妇人的公寓。他假装自己有东西要典当，然后用斧头杀死了她，闯入她的家中。他还杀死了她同父异母的妹妹丽扎维达，因为她恰好经过犯罪现场。他受到惊吓，他只偷了少量物品和一个小钱包，没有带走典当商的大部分财富。由于运气好，他逃离了大楼并在未被发现的情况下回到了自己的房间。

### 第2章
在发烧和神志不清的状态下，拉斯柯尔尼科夫隐藏了偷窃物品并疲惫地睡着了。第二天早上，当他被传唤到警察局时，他非常惊慌，虽然这只是房东太太的债务通知。当在场的警员谈论起谋杀案时，拉斯柯尔尼科夫晕倒了。虽然他很快回过神来，但从他们的脸上，他可以看出他已经引起了怀疑。由于害怕被搜查，他把偷来的东西藏在一个空院子里的一块大石头下，并发现他甚至没有检查钱包里有多少钱。随后他出于某种原因拜访了大学的老朋友拉祖米欣，拉祖米欣发现拉斯柯尔尼科夫似乎病得很重。最后他回到自己的房间，病倒了，并陷入了长期的精神错乱。
几天后拉斯柯尔尼科夫恢复了，在这期间拉祖米欣一直在照顾他。 拉斯柯尔尼科夫仍然在发烧，紧张地听着拉祖米欣和医生谈论警方调查谋杀案的情况：当时在附近公寓工作的俄国农民米科尔卡已被拘留，老妇人的客户正在接受调查。他们被杜尼雅的未婚夫卢仁的到来打断了，他想做自我介绍，但拉斯柯尔尼科夫故意侮辱他并将他赶了出去。他生气地让其他人也离开，然后自己偷偷溜了出去。他寻找有关这起谋杀案的消息，似乎是想让掩盖人们对他的看法。他遇到了他在局里晕倒时在场的警官扎麦托夫，并公开嘲笑这个年轻人引起的怀疑。他回到案发现场，重温当时的感受。他随便问一些关于谋杀的问题，激怒了工人和看守者，甚至建议他们陪他去警察局讨论这件事。当他考虑是否坦白时，他看到了被马车撞死的马尔梅拉多夫。他冲过去帮忙，并成功地将受伤的男子送回了他家的公寓。马尔梅拉多夫让索尼娅原谅他，然后死在了女儿的怀里。拉斯柯尔尼科夫将他最后的二十五卢布（母亲寄给他的钱）给了马尔梅拉多夫的肺病遗孀卡捷莉娜·伊凡诺芙娜，说这是偿还他朋友欠下的债。
拉斯柯尔尼科夫感觉重获新生，拜访了拉祖米欣，他们一起回到了拉斯柯尔尼科夫家里。一走进他的房间，拉斯科尔尼科夫就看到他的母亲和妹妹坐在沙发上，深感震惊。他们刚到彼得堡，见到他欣喜若狂，但拉斯柯尔尼科夫说不出话来，随后昏倒在地。

### 第3章
拉祖米欣照顾拉斯柯尔尼科夫，并设法说服担心的母亲和妹妹回到他们的公寓。尽管他喝醉了，他还是和她们一起回去了，而且被杜尼娅的美丽所折服。第二天早上他们回来时，拉斯柯尔尼科夫的身体已经好转，但很明显，他仍然心不在焉，只是强迫自己忍受会面。他要求杜尼娅与卢仁断绝关系，但杜尼娅坚决捍卫自己的婚姻。拉斯柯尔尼科娃夫人收到了卢仁的一张便条，要求她的儿子以后不要出席他们之间的任何会面。他还告诉她，他亲眼目睹了她的儿子把 25 卢布给了“一个行为不端的未婚妇女”（索尼娅）。杜尼娅决定必须召开一次会议，卢仁和她的兄弟都在场，拉斯科尔尼科夫同意当晚与拉祖米欣一起出席。令拉斯柯尔尼科夫吃惊的是，索尼娅突然出现在他的门口。她胆怯地解释道他昨晚把地址留给了她们，她是来邀请他参加她父亲的葬礼的。在她离开时，拉斯科尔尼科夫询问了她的地址，并承诺很快就会来看她。
在拉斯科尔尼科夫的要求下，拉祖米欣带他去见正在调查谋杀案的警探波尔菲里·彼得罗维奇。拉斯柯尔尼科夫随机感觉到波尔菲里知道他是凶手。因为在与扎麦托夫讨论此案过程中他采用了讽刺的语气。他对拉斯科尔尼科夫几个月前写的一篇名为“论犯罪”的文章表示极度好奇，在这篇文章中，他建议一些特殊的人——善人和天才——有权“跨越”法律或道德界限，如果这些界限阻碍了他们想法。拉斯科尔尼科夫巧妙地为自己辩护，但他对波尔菲里含沙射影的语气感到震惊和愤怒，随后预约第二天早上在警察局面谈。
离开拉祖米欣和他的母亲和妹妹后，拉斯柯尔尼科夫回到他自己的大楼。他惊讶地发现一位他不认识的老工匠正在打听他的情况。拉斯科尔尼科夫试图问出他想要的东西，但工匠只说了一个词——“凶手”，就走开了。拉斯科尔尼科夫惊呆了，回到他的房间陷入了沉思，然后睡着了。他醒来发现另一个完全陌生的人在场，这次是一个贵族相貌的人。该男子礼貌地自我介绍为阿尔卡吉·伊凡诺维奇·斯维德利盖洛夫。

### 第4章
斯维德利盖洛夫滔滔不绝，拉斯科尔尼科夫不时在他友好的独白中插上两句。斯维德利盖洛夫说，他不会再追求杜尼雅，但不希望她与卢仁结婚。他可以给她一万卢布。拉斯科尔尼科夫替杜尼雅拒绝了这笔钱，也拒绝安排他们会面。斯维德利盖洛夫还提到，他的妻子在发生不愉快的时候，替杜尼雅说过话，但不久后就去世了，在遗嘱中给她留下了3000卢布。
当晚一行人见了面。他们在最开始提到了斯维德利盖洛夫—他性格卑鄙，出现在彼得堡，妻子意外死亡，且留给杜尼雅3000卢布。杜尼雅坚持要与她的弟弟解决这件事，卢仁感到不快。而当拉斯科尔尼科夫提到他信中的诽谤时，卢仁变得鲁莽，暴露了他的真实面目。杜尼雅让他离开，别再回来了。现在他们自由了，有了大笔资金，他们兴奋地开始讨论未来。但拉斯科尔尼科夫突然起身离开，告诉他们，这可能是他最后一次见到他们，让他们感到非常惊愕。他嘱咐一脸困惑的拉祖米欣留下来，照顾好他家人们。
拉斯柯尔尼科夫走向索尼娅的住处。她很高兴他来看她，但对他今天奇怪的行为感到惊慌。他无情地问了一系列关于她以及卡捷琳娜·伊万诺夫娜和孩子们的糟糕处境的问题。 拉斯科尔尼科夫意识到索尼娅唯一的支撑是对上帝的信仰。她说她是被谋杀的丽扎维达的朋友。事实上，丽扎维达给了她一个十字架和一本福音书。她热情地给他朗读书中拉撒路复活的故事。其实从她父亲谈论她时，拉斯科尔尼科夫就开始迷恋她了，现在这种感情愈发强烈，他决定他们必须一起面对未来。他离开时告诉她，他明天再来时，会告诉她是谁杀了她的朋友丽扎维达。
当拉斯柯尔尼科夫接受审讯时，波尔菲里继续喋喋不休，并且加深了挑衅、暗嘲、讽刺力度，但并未提出直接指控。拉斯柯尔尼科夫怒火中烧，波尔菲里暗示道在办公室隔板后有一个“小惊喜”给他。但就在这时，门外一阵骚动，一个年轻人（画家米科尔卡）冲了进来，身后跟着一群警察。米科尔卡大声承认了谋杀罪，这令波尔菲里和拉斯科尔尼科夫都很惊讶。波尔菲里不相信这些供词，但他不得不让拉斯柯尔尼科夫离开。回到房间，拉斯科尔尼科夫被突然出现的老工匠吓坏了。但男人鞠躬并请求原谅：他是波尔菲里的“小惊喜”，还听到了米科尔卡的忏悔。他是拉斯科尔尼科夫回到谋杀现场时的目击证人，并向波尔菲里报告了他的行为。

### 第5章
拉斯科尔尼科夫在卡捷琳娜·伊万诺夫娜的公寓参加马尔梅拉多夫的葬礼宴会。随着客人喝醉，现场氛围恶化，半疯的卡捷琳娜·伊万诺夫娜开始辱骂她的德国女房东。现场混乱之时，卢仁突然出现，让所有人都吃了一惊。他恶狠狠地说，一张 100 卢布的钞票从他的公寓里消失了。那个时候正好他邀请了索尼娅去他家商量小额捐款的事。索尼娅极力否认偷了钱，但卢仁坚持指控，并要求来个人搜她的身。愤怒的卡捷琳娜·伊万诺夫娜辱骂卢仁，并准备掏空索尼娅的口袋以证明她的清白，但一张折叠的 100 卢布纸币确实从其中一个口袋里飞了出来。现场情况对索尼娅不利，卢仁责备她，女房东让全家离开。但卢仁的室友列别贾特尼科夫愤怒地说，他看到卢仁在索尼娅离开时偷偷把钱塞进了她的口袋。他当时还以为这是一种匿名慈善的崇高行为。 拉斯科尔尼科夫紧接着分析卢仁的动机：卢仁妄想通过诽谤索尼娅报复他，并破坏他和他家人的关系。 卢仁真面目被揭露，然而索尼娅因受到了精神伤害，跑出了公寓。拉斯柯尔尼科夫跟上了她。
回到她的房间，拉斯柯尔尼科夫提醒索尼娅要注意卢仁，因为卢仁可以轻而易举地毁掉她，进而毁掉孩子们。但这只是他为承认自己是杀害老太婆和丽扎维达的凶手做的铺垫。他异常痛苦地向不理解的索尼娅解释他犯罪的动机。她感到震惊，不仅是对犯罪，更是对他自己的自我折磨，并告诉他必须向警察自首。 列别贾特尼科夫这时过来了，告诉他们，女房东把卡捷琳娜·伊万诺夫娜赶出了公寓，她疯了。他们看见卡捷琳娜·伊万诺夫娜在街上被人群围住，完全疯了，还想强迫受惊的孩子们表演以赚钱。她就快要因病而死了。他们设法把她带回了索尼娅的房间，在那里，她发狂发疯，最后还是死了。令 拉斯科尔尼科夫吃惊的是，斯维德利盖洛夫突然出现并告诉他，他将用原定给杜尼雅的一万卢布来安排葬礼，并将孩子们安排进好孤儿院。拉斯科尔尼科夫问他为什么要这样做，他笑着直接回答了拉斯科尔尼科夫自己说过的话。那是拉斯科尔尼科夫向索尼娅解释他为什么谋杀时所说的。斯维德里盖洛夫一直住在索尼娅的隔壁，无意中他供认杀人他全都听到了。

### 第6章
拉祖米欣告诉拉斯科尔尼科夫，杜尼娅在收到某人的来信后变得不安，开始疏远他。他还提到，波尔菲里不再怀疑他了，这让拉斯科尔尼科夫很吃惊。就在拉斯科尔尼科夫准备去寻找斯维德利盖洛夫时，波尔菲里出现，并礼貌地要求进行简短的交谈。他真诚地为自己之前的行为道歉，并作了解释。奇怪的是，拉斯科尔尼科夫一想到波尔菲里可能认为他是无罪的，就感到惊慌。但波尔菲里改变态度，是出于对拉斯科尔尼科夫的真正尊重，而不是因为他可能是无罪的。他最后表示，他能肯定拉斯科尔尼科夫确实是凶手。他说他很快就会逮捕他，但希望他能主动认罪，让自己好受点。拉斯柯尔尼科夫选择继续作心理斗争。
拉斯科尔尼科夫在一家旅馆找到斯维德利盖洛夫，并警告他不要接近杜尼雅。斯维德利盖洛夫实际上已经与杜尼娅见过面了，他威胁要报警，但拉斯科尔尼科夫并不在意。在他离开时，拉斯科尔尼科夫跟在了后面。当拉斯科尔尼科夫终于回家时，一直关注着他们的杜尼雅走向斯维德利盖洛夫，问他信中她哥哥的“秘密”。她不情愿地陪他回到他的房间，他告诉了她他无意中听到的内容，并试图以此让她屈服。然而，杜尼雅带了枪，她向他开枪，差点就射中了：斯维德利盖洛夫温柔地鼓励她重新装弹，然后再试一次。最终她把枪扔到了一边。但斯维德利盖洛夫被她对他的仇恨压垮，选择放她离开。当晚晚些时候，他去找索尼娅讨论了卡捷琳娜·伊万诺芙娜孩子们的安排。他给了她 3000 卢布，告诉她如果她想跟随拉斯科尔尼科夫去西伯利亚，她将需要它。然后，他在一家简陋的旅馆过了夜，第二天早上在公共场所自杀。
拉斯科尔尼科夫痛苦地告别了他的母亲，但没有告诉她真相。 杜尼雅在他的房间里等他，他告诉她，他会去警察局供认谋杀罪。路上，他经过索尼娅的住处，她给了他一个十字架。在警察局里，他得知斯维德利盖洛夫自杀的消息，几乎想要改变主意，甚至离开了大楼。然而，他看到索尼娅（一直跟着他）绝望地看着他，他选择回到警局，对谋杀案供认不讳。

### 结语
由于他在另一个人已经招供时供认不讳，拉斯科尔尼科夫只被判处八年徒刑。杜尼雅和拉祖米欣结婚了，并计划搬到西伯利亚去，但拉斯科尔尼科夫的母亲却生病去世了。索尼娅跟随拉斯科尔尼科夫去了西伯利亚，但他最初对她怀有敌意，因为他仍在承认自己道德有罪中作心理斗争，觉得自己只是因为软弱而有罪。在入狱一段时间后，在索尼娅爱的影响下，他才开始了自我救赎和道德重生。

## 人物
| 俄语 和中文                                   | 俄语 和中文                  | 俄语 和中文                                | 俄语 和中文 |
| 名字, 昵称                                    | 父名                         | 姓氏                                       |             |
| --------------------------------------------- | ---------------------------- | ------------------------------------------ | ----------- |
| Родиóн 罗季昂                                 | Ромáнович 罗曼内奇           | Раскóльников 拉斯克尔尼科夫                |             |
| Авдо́тья 阿夫多蒂亚                            | Рома́новна 罗曼诺芙娜         | Раско́льникова 拉斯科尼科娃                 |             |
| Пульхери́я 普尔赫里亚                          | Алексáндровна 亚历山德罗芙娜 | Раско́льникова 拉斯科尼科娃                 |             |
| Семён 谢敏                                    | Заха́рович 扎哈洛维奇         | Мармела́дов 马尔梅拉多夫                    |             |
| Со́фья, Со́ня, Со́нечка 索菲娅，索尼娅，索菲奇卡 | Семёновна 谢苗诺芙娜         | Мармела́дова 马尔梅拉多娃                   |             |
| Катери́на 卡捷琳娜                             | Ива́новна 伊万诺夫娜          | Мармела́дова 马尔梅拉多娃                   |             |
| Дми́трий 德米特里                              | Проко́фьич 普罗科菲奇         | Вразуми́хин, Разуми́хин 弗拉祖米欣, 拉祖米欣 |             |
| Праско́вья 普拉斯科维亚                        | Па́вловна 帕夫洛夫娜          | Зарницына 扎尔尼齐纳                       |             |
| Арка́дий 阿尔卡迪                              | Ива́нович 伊万诺维奇          | Свидригайлов 斯维德里加伊洛夫              |             |
| Ма́рфа 马尔法                                  | Петро́вна 彼得罗夫娜          | Свидрига́йлова 斯维德里加伊洛娃             |             |
| Пётр 彼得                                     | Петро́вич 彼得罗维奇          | Лужин 卢任                                 |             |
| Андре́й 安德烈                                 | Семёнович 谢苗诺维奇         | Лебезя́тников 列别贾特尼科夫                |             |
| Порфи́рий 波尔菲里                             | Петро́вич 彼得罗维奇          |                                            |             |
| Лизаве́та 丽扎维达                             | Ива́новна 伊万诺夫娜          |                                            |             |
| Алёна 阿廖娜                                  | Ива́новна 伊万诺夫娜          |                                            |             |
|                                               |                              |                                            |             |

在《罪与罚》中，陀思妥耶夫斯基将其主人公罗季昂·罗曼内奇·拉斯科尔尼科夫的个性融进他的新反激进意识形态主题。该书主要讲述了一场因“意识形态中毒”而导致的谋杀事件，并详细描述了此事件对道德和心理的毁灭性伤害。 作者以拉斯科尔尼科夫的心理为小说中心，细细刻画了他的犯罪动机和心理变化；小说的所有描写都指向了拉斯科尼科夫所处的痛苦困境。 从另一个角度看，这部小说的情节是十九世纪传统主题的另一种变体：一个天真无邪的乡下青年来到京城谋求生机，败给腐败，失去了往日的纯真。然而，正如加里·罗森希尔德指出的那样，“拉斯科尔尼科夫并没有像奥诺雷·巴尔扎克的拉斯蒂涅或司汤达的朱利安·索雷尔那样屈服于上流社会的诱惑，而是屈服给了理性主义的彼得堡”。 

### 主要人物
拉斯科尔尼科夫(罗季昂·罗曼内奇) 是主角，小说以他的视角展开。 拉斯科尔尼科夫，男，23岁，曾是一名学生，现在一贫如洗。小说描述他为“非常英俊，身高超出平均水平，身材苗条匀称，有着美丽的黑色眼睛和深棕头发”。他既冷漠、无情、反社会；却又能出奇地热情，并富有同情心。他既犯下谋杀罪，却也冲动下行了慈善。他与外部世界混乱交织，信奉虚无主义的世界观，是他疏远社会的原因，也是后果。
尽管小说标题是“罪与罚”，但小说并没有过多地谈论犯罪和法律惩处，反而集中在拉斯科尔尼科夫的内心斗争上——他良心的折磨。 拉斯科尔尼科夫相信社会会更好，因此他犯下了谋杀罪，认为他的智力和情感毅力足矣应对后果，但他的罪恶感很快使他不堪重负，以至于身心患病。故事尾声，他决定接受法律制裁，开始忏悔，不再疏远社会。
索尼娅(索尼娅·谢苗诺芙娜·马尔梅拉多娃) 是酒鬼谢敏·扎哈洛维奇·马尔梅拉多夫的女儿，与拉斯柯尔尼科夫在小说开头的一家酒馆相遇。尽管她被迫卖淫以帮助她的家人，但她的形象设定是勇于自我牺牲、害羞和天真无辜。拉斯柯尔尼科夫在她身上发现了他所经历的同样的羞耻感和社会疏远感，因此，她成为他第一个承认罪行的人。尽管索尼娅是其中一名受害者（丽扎维达）的朋友，但她感受到他的痛苦，支持他认罪忏悔。在整部小说中，索尼娅是拉斯科尔尼科夫改过自新和道德重建的重要支柱。
拉祖米欣（德米特里·普罗科菲奇）是拉斯科尔尼科夫的忠实朋友，也是一名前法学院学生。该角色象征着信仰与理性（ razum ，“sense”，“intelligence”）的和解。他开玩笑说他的名字实际上是“Vrazumíkhin”——暗指“让某人恢复理智”。 他正直、坚强、足智多谋，但也有些天真——这些品质对处于绝境中的拉斯科尔尼科夫起了重要作用。他钦佩拉斯柯尔尼科夫的智慧和品格，不相信别人对他的指控怀疑，并始终支持他。拉斯科尔尼科夫的家人们来到彼得堡后，是他负责照顾，并且与杜尼雅相爱结婚了。
杜尼雅（阿芙朵嘉·罗曼诺芙娜·拉斯科尼科娃）– 拉斯科尼科夫美丽而意志坚强的妹妹，担任家庭教师。她最初打算嫁给有钱但不讨喜的律师卢仁，认为这能帮她缓解家里堪忧的财务状况，并摆脱她的前雇主斯维德利盖洛夫。她的处境是拉斯科尔尼科夫决定实施谋杀的一个因素。在圣彼得堡，她最终摆脱了卢任和斯维德里盖洛夫的魔掌，嫁给了拉祖米欣。
卢仁（彼得·彼得罗维奇）– 小说开头与杜尼雅订婚的有钱律师。他结婚的动机不纯，因为他或多或少地表示过，他正在寻找一个将完全感激他的女人。他诽谤并诬告索尼娅盗窃，企图破坏拉斯柯尔尼科夫与家人的关系。与斯维德利盖洛夫的非道德，和拉斯科尔尼科夫的误入歧途不同，卢仁代表的是邪恶。
斯维德利盖洛夫（阿尔卡季·伊万诺维奇）– 感性、堕落、富有的前雇主，同时是杜尼雅的前追求者。他无意中听到拉斯柯尔尼科夫对索尼娅坦白罪行，于是以此骚扰折磨杜尼雅和拉斯柯尔尼科夫，但没有通知警方。尽管斯维德里盖洛夫表面上心怀恶意，但他似乎也具备慷慨和同情心。当杜尼雅告诉他，她永远不会爱他时（在试图射杀他之后）他选择了放手。他告诉索尼娅，他已经为马尔梅拉多夫的孩子们做了进孤儿院的资金安排，并给了她三千卢布，让她跟着拉斯科尔尼科夫前往西伯利亚。他把剩下的钱留给了未成年的未婚妻后，自杀了。
波尔菲里·彼得罗维奇–丽扎维达和阿廖娜·伊万诺夫娜谋杀案的调查部门负责人，他与索尼娅一起，促使拉斯科尔尼科夫招供。然而，与索尼娅不同的是，波尔菲里是通过心理手段达成的。他试图迷惑并激怒情绪不稳定的拉斯科尔尼科夫，使其自愿或非自愿地招供。不过后来他放弃了这样做，并真诚地敦促 拉斯科尔尼科夫为了他自己而认罪。

## 簡介
本作品是關於一个貧窮的法律系大學生拉斯柯尼科夫的故事，他離群索居，賃居在彼得堡一個窄小的房間，不遠處住著掌管當鋪的老太婆。
老太婆為人吝嗇，只願意付極少的代價來收購人們去典當的物品。拉斯柯尼科夫長期罹患憂鬱症，並擁有實踐他所謂偉人可以捨弃一切道德約束乃至有權力犯罪的念頭；於是于謀劃后以斧頭砍死當鋪的老太婆，並失手殺死她的妹妹麗莎維塔，匆匆拿走一些珠寶與錢財，從此他便在自身罪惡感的折磨下受盡痛苦。
這期間他認識了一位為贍養家人而被迫賣淫，但信仰卻極為虔誠的女子索妮雅。受到索妮雅和預審官波爾費利等影響，他最後向警方自首。經過審判，拉斯柯尼科夫被流放到西伯利亞服刑八年，索妮雅跟著他到西伯利亞，拉斯柯尼科夫對索妮雅一直有不諒解，不敢正視她的存在。直到索妮雅大病一場的時候，他終於才發現自己是如何的愛她，決心用盡一切來補償她。小說結尾拉斯科尼科夫皈依東正教以懺悔。
威廉哈本的《卡夫卡其人與其作品》中，曾對卡夫卡跟陀思妥耶夫斯基做過比較：
「 …陀思妥耶夫斯基的一個寓言就是，當人類沒有信仰，什麼事情都幹得出來。在《罪與罰》裡面，沒有任何人有罪，但罰卻加諸在每個人身上。」

## 人物分析
- 罗季昂·罗曼诺维奇（罗曼内奇）·拉斯柯尔尼科夫（爱称：罗佳、罗季卡）（Rodion Romanovich Raskolnikov）是本书的主角、一位学生和杀人犯。拉斯科尼科夫眼中只有“我”，不相信有罪，亦不相信有罚；因而物可自取，人可轻视，放高利贷的老太婆“不过是疯子”，他要从任何人那里攫取，显然可以杀死老太婆，这并不是罪过。然而他面对他的妹妹（他爱的人，此时暂时放下自我），杜妮亚虽然身份卑微，却不能一样视作可任取的物品；他失手杀死的，平日受尽折磨，温顺无害的丽莎维塔，也让他的信念动摇。

人性即神性，拉斯科尼科夫最终在妹妹杜妮亚，和格外拥有神性（无我精神）的索尼娅面前放下了自我。预审官波尔菲里的巨大压力只是让他被迫屈服，而索尼娅跟随他到西伯利亚，甚至成为他的精神依柱，才真正洗涤了他的人性，而索尼娅的神性则越发闪耀。
- 索尼娅·谢苗诺维奇·马尔梅拉多娃（爱称：索涅奇卡、索尼娅）是拉斯科尼科夫精神力量的重要來源，并极大地影响了拉斯柯尔尼科夫的道德的重新建立。

- 馬美拉多夫（Semyon Zakharovich Marmeladov）是索尼婭的父親，曾任小文官。杜斯妥也夫斯基借酒馆偶遇的马美拉多夫，说出了一般人理解的罪与罚。贫穷是罪恶之源（因而拉斯科尼科夫被捕后人们都先认为他为了钱财杀人），惩罚即物质缺乏的生活的痛苦和法律。而实际上，内心的罚（神性的拷问）才最使人痛苦，拉斯科尼科夫面对他爱的母亲和妹妹，自首时万分痛苦，被流放后隔绝起自我，使我执格外放大，因而显得冷漠而不关心（触及他的“我”，之前的所有善就不能贯彻始终，因而显得伪善）。

马美拉多夫本人则是一般人理解的那种不幸生活的典范（甚至安排拉斯科尼科夫在第二章末不合常理地跟随他去他家里看过），马美拉多夫之死，其女儿是索尼娅，则是为了小说人物安排紧凑（尽量少引入新的角色）。
- 普利赫利婭·亞歷山大羅夫娜是拉斯科尼科夫的母親。

- 杜妮亞是拉斯科尼科夫的妹妹。

拉斯科尼科夫两个亲人。是否只要一个就足够？普利赫利婭因受打击而在幻觉中郁郁死去，杜妮亞则幸福地生存下去。两人之前的所有出场，则都未分离。这，也许是作者的一个小把戏。
- 彼得·彼得羅維奇·盧仁是杜妮亞的未婚夫。

- 斯維里加洛夫是一個地主、杜妮亞的舊雇主。

- 拉祖米欣是拉斯科尼科夫的朋友，同時也是一个极重要的角色。他作为拉斯科尼科夫的好友，正直，纯洁，热情，善良；时而反衬拉斯科尼科夫内心的狂热和混乱，时而联络各式人物。拉祖米欣越稳，拉斯科尼科夫就越善变；他越正直，拉斯科尼科夫就越显得罪恶。

拉祖米欣最后和杜妮亞结婚了，这在小说的意义上是杜斯妥也夫斯基对事情结局的一个美好愿望，故而安排了拉斯科尼科夫的觉醒和这样相对完美的结局。
- 阿廖娜·伊凡諾夫娜（Alyona Ivanovna）是一個放高利貸的老太婆。

- 麗莎維塔·伊凡諾夫娜（Lizaveta Ivanovna，或作伊莉莎白，Elizabeth Ivanovna）是阿廖娜的妹妹，儘管受尽欺凌，无意中闯回拉斯科尼科夫的杀人现场，惊吓过度，既不反抗，也不叫喊——和她平日一样，被更为惊慌的拉斯科尼科夫用斧子砍死。正是这个角色的确立，才最初动摇了拉斯科尼科夫的信念，怀疑自我。后来作者安排丽莎维塔与索尼娅原本认识，意在唤起拉斯科尼科夫内心的挣扎，这个安排本无其他意思。

- 波爾費利是一位預審官。

## 写作风格和其他
米兰·昆德拉在《雅克和他的主人》中说，他反感杜斯妥也夫斯基并非因为他作品的美学价值，而是
一个一切都变成了情感的世界。换句话说，在这情感被拔高到了价值和真理的地位。
杜斯妥也夫斯基的创作特点是古典式的大段独白，对话；而兼具意识流的完全展现心理意识的写作风格，人物刻画是小说的中心，情感是人物的原动力，从而成为整书的原动力。情节和景物安排被认为不重要（淡化），甚至不合理。一切围绕人物，并围绕情感的激烈变化而展开。这在他的其他作品中也有体现。

## Bibliography
- Альми И. Л. .  9. Л.: Наука. Ленинградское отделение. Редактор Г. М. Фридлендер. 1991: 66—75 （俄语）.
- Альтман М. С. . Саратов: Издательство Саратовского университета. 1975 （俄语）.
- Бахтин М. М. . Киев: Next. 1994. ISBN 5-88316-018-X 请检查|isbn=值 (帮助) （俄语）.
- Белов С. В. . Л.: Просвещение. Ленинградское отделение. Под редакцией Д. С. Лихачёва. 1979 （俄语）.
- Белов С. В. . СПб: Алетейя. 2002. ISBN 5-89329-513-7 （俄语）.
- Боград Г. .  19. СПб: Наука. 2010: 87—98. ISBN 978-5-02-025597-5 （俄语）.
- Долинина Н. Г. . СПб: Лицей. 1997: 117. ISBN 5-8452-0162-4 （俄语）.
- . Л.: Наука. Ленинградское отделение. Ответственный редактор Б. Г. Реизов. 1978 （俄语）.
- . Л.: Искусство. Ленинградское отделение. А. А. Нинов. 1983 （俄语）.
- . М.: Алгоритм, Эксмо, Око. Составитель Н. Н. Наседкин. 2008. ISBN 978-5-699-21068-8 （俄语）.
- Ермакова М. Я. . М.: Просвещение. 1990. ISBN 5-09-001193-1 （俄语）.
- Иванчикова Е. А. .  16. СПб.: Наука. 2001: 118—136. ISBN 5-02-028507-2 （俄语）.
- Карякин Ю. Ф. . М.: Художественная литература. 1976 （俄语）.
- . М.: Советская энциклопедия. С. И. Юткевич. 1987 （俄语）.
- Кирпотин В. Я. . М.: Художественная литература. 1986 （俄语）.
- Кожинов В. В. . . М.: Художественная литература. 1971: 107—186 （俄语）.
- Левин Ю. Д. .  1. Л.: Наука. Ленинградское отделение. Редактор Г. М. Фридлендер. 1974: 108—134 （俄语）.
- Опульская Л. Д., Григорьев А. Л. . . Литературные памятники. М.: Наука. 1970: 681—733 （俄语）.
- Опульская Л. Д., Коган Г. Ф., Григорьев А. Л., Фридлендер Г. М. .  7. Л.: Наука. Ленинградское отделение. Редактор В. В. Виноградов. 1973: 299—412 （俄语）.
- Сараскина Л. И. . М.: Молодая гвардия. 2013. ISBN 987-5-235-03595-9 请检查|isbn=值 (帮助) （俄语）.
- Сараскина Л. И. . М.: Прогресс-Традиция. 2010. ISBN 978-5-89826-322-5 （俄语）.
- Саруханян Е. П. . Л.: Лениздат. 1972 （俄语）.
- Соколов Б. В. . М.: Яуза, Эксмо. 2007. ISBN 978-5-699-21498-3 （俄语）.
- Туниманов В. А. .  3. Л.: Наука. Ленинградское отделение. Редактор Г. М. Фридлендер. 1978: 92—113 （俄语）.
- Фридлендер Г. М. .  7. Л.: Наука. Ленинградское отделение. Редактор Г. М. Фридлендер. 1987: 3—21 （俄语）.
- Фридлендер Г. М. . М.: Художественная литература. 1979 （俄语）.
- Фридлендер Г. М. . М., Л.: Наука. 1964 （俄语）.

## 外部連結
- 雙語電子書-罪與罰 （页面存档备份，存于） （俄文）（英文）
- 原版完整文本 （页面存档备份，存于） （俄文）
- Crime and Punishment - 古腾堡计划